# Initiatives-Cœur 4
Cet article concerne un voilier. Pour le projet et ses trois précédents voiliers, voir Initiatives-Cœur.
Initiatives-Cœur 4 est un voilier monocoque français de 60 pieds conçu pour la course au large, répondant aux normes de la classe Imoca, mis à l'eau en juillet 2022 pour la Britannique Samantha Davies. Il termine 3e de The Transat 2024.

## Historique

### Contexte

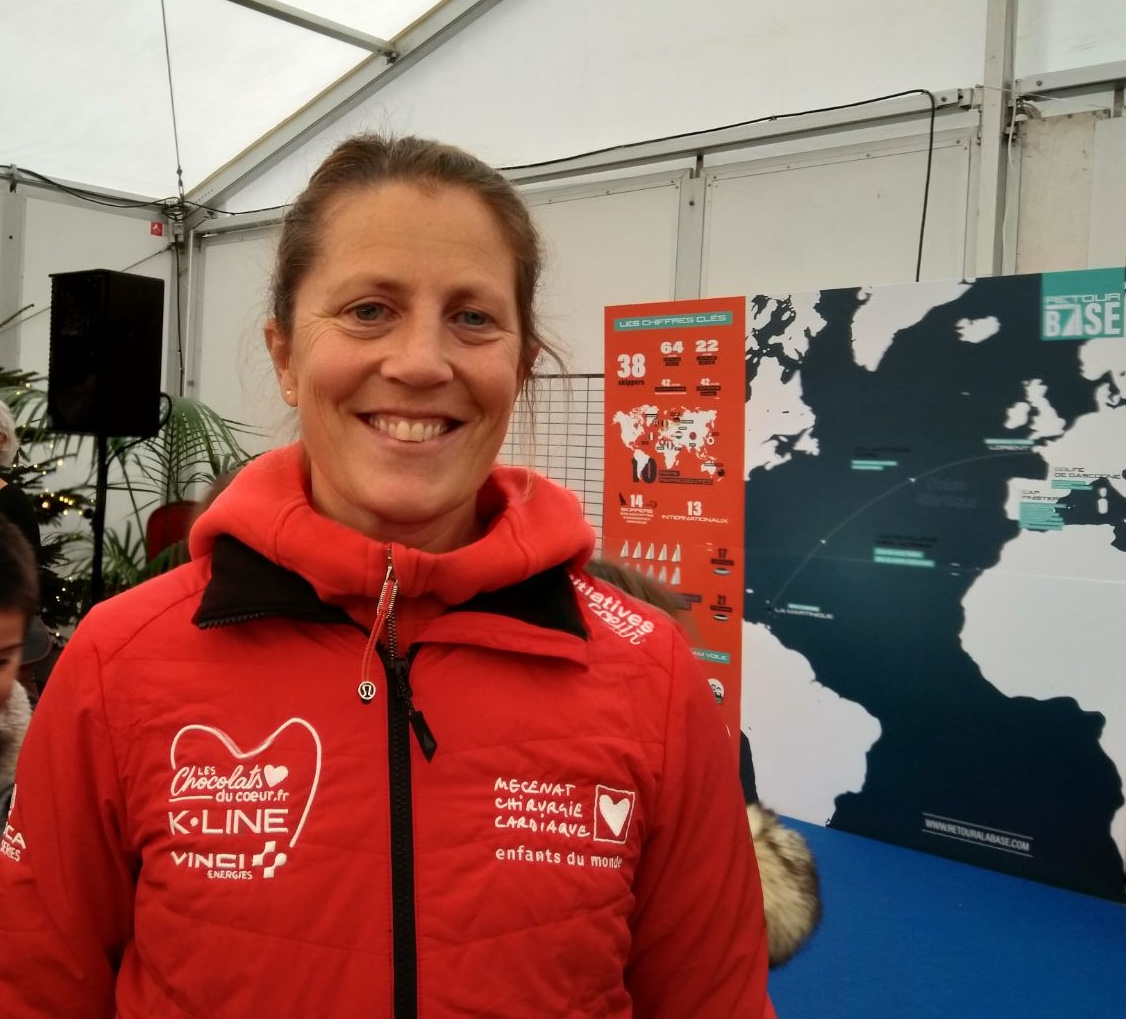
Samantha Davies à Lorient en décembre 2023, au lendemain du Retour à la Base.

De 2012 à 2021, trois Imoca courent successivement sous les couleurs du projet humanitaire Initiatives-Cœur, qui soutient l'ONG Mécénat Chirurgie cardiaque. Depuis la fin 2017, le troisième est barré par Samantha Davies. Il s'agit jusqu'ici de bateaux achetés d'occasion.
Le quatrième Initiatives-Cœur va être le premier bateau construit spécialement pour le projet. Il est aussi le premier Imoca construit spécialement pour Samantha Davies, qui navigue dans cette classe depuis 2003. Les trois sponsors-mécènes, Les Chocolats du cœur (portés par le groupe Initiatives), K-Line et Vinci Énergies, renouvellent leur confiance à la Britannique jusqu'au Vendée Globe 2024-2025.

### Conception
Partir d'une feuille blanche aurait signifié une fin de chantier en 2023, ce que Davies juge tardif pour démarrer la mise au point et la prise en main. Elle pense que « c’est très important d’avoir le temps de naviguer et d’avoir confiance dans son nouveau bateau ». Le choix se porte donc sur un Imoca dont le chantier Black Pepper Yachts, à Nantes, a déjà lancé la construction : un sister-ship de L'Occitane en Provence d'Armel Tripon.
L'Occitane est un plan Manuard mis à l'eau en 2020, et devenu l'année suivante le Bureau Vallée 3 de Louis Burton. C'est le premier Imoca reprenant le principe du scow que David Raison a adapté à la course au large en 2010. La jauge Imoca interdit un avant très large comme Raison a donné aux Mini, puis aux Class40. Mais, comme les scows, L'Occitane a tout de même plus de volume à l'avant et une étrave « spatulée », pour limiter les enfournements qui ralentissent le bateau, et qui épuisent le skipper.

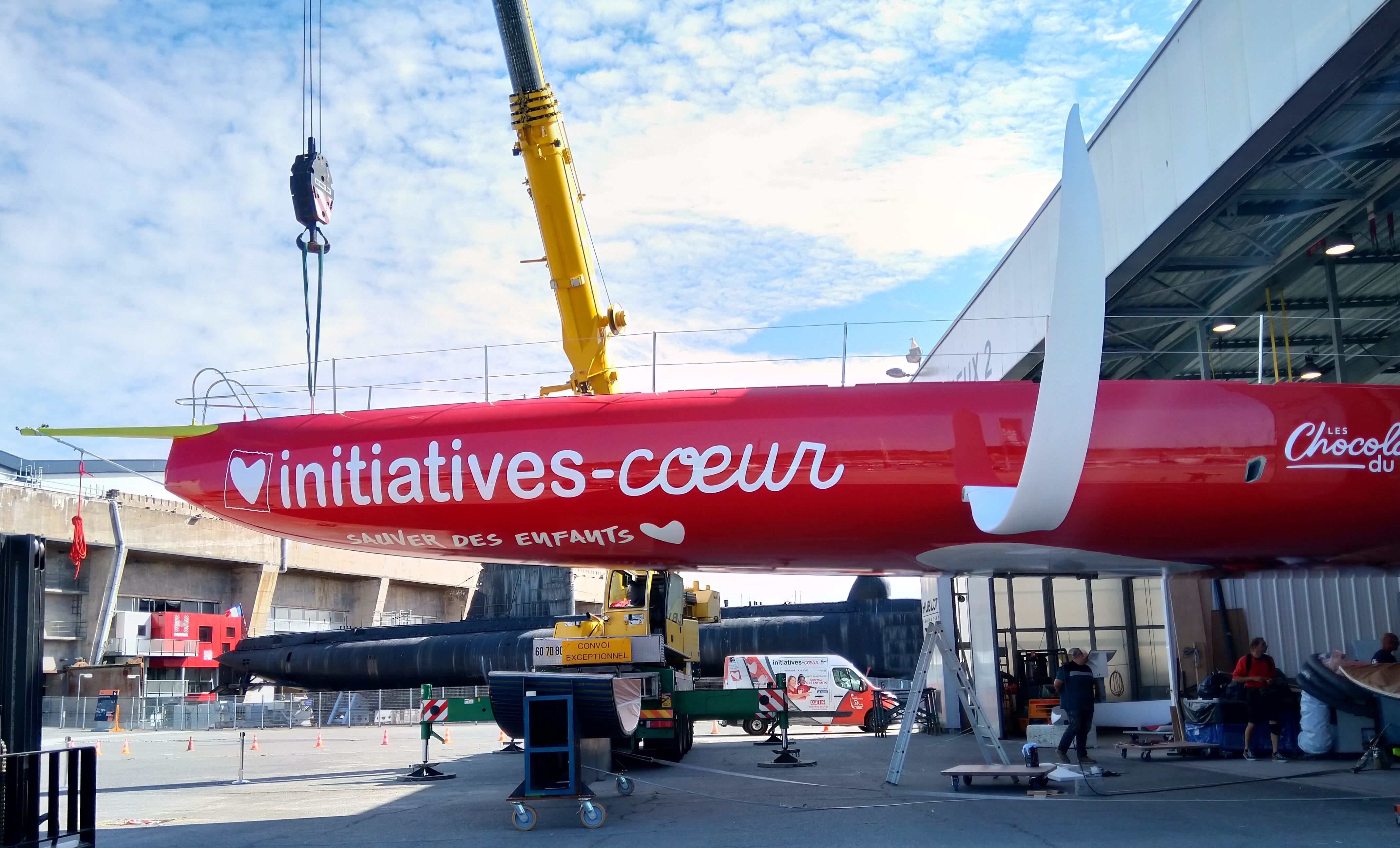
Étrave spatulée, comme celle de l'ancien L'Occitane en Provence, mais foils dans la nouvelle norme, et implantés plus bas.

La construction du nouveau bateau s'effectue dans les moules de L'Occitane. Au printemps 2021, lorsque Initiatives-Cœur se porte acquéreur, on en est à la phase du drapage de la coque.
En février 2022, l'ensemble coque-pont du futur Initiatives-Cœur 4 est transporté à Lorient. Là, une malfaçon dans le fond de coque est repérée. L'équipe Initiatives-Cœur, renforcée de spécialistes du composite, choisit de régler le problème elle-même, à Lorient. Mais ces ajustements causent un retard de deux mois dans le planning,.

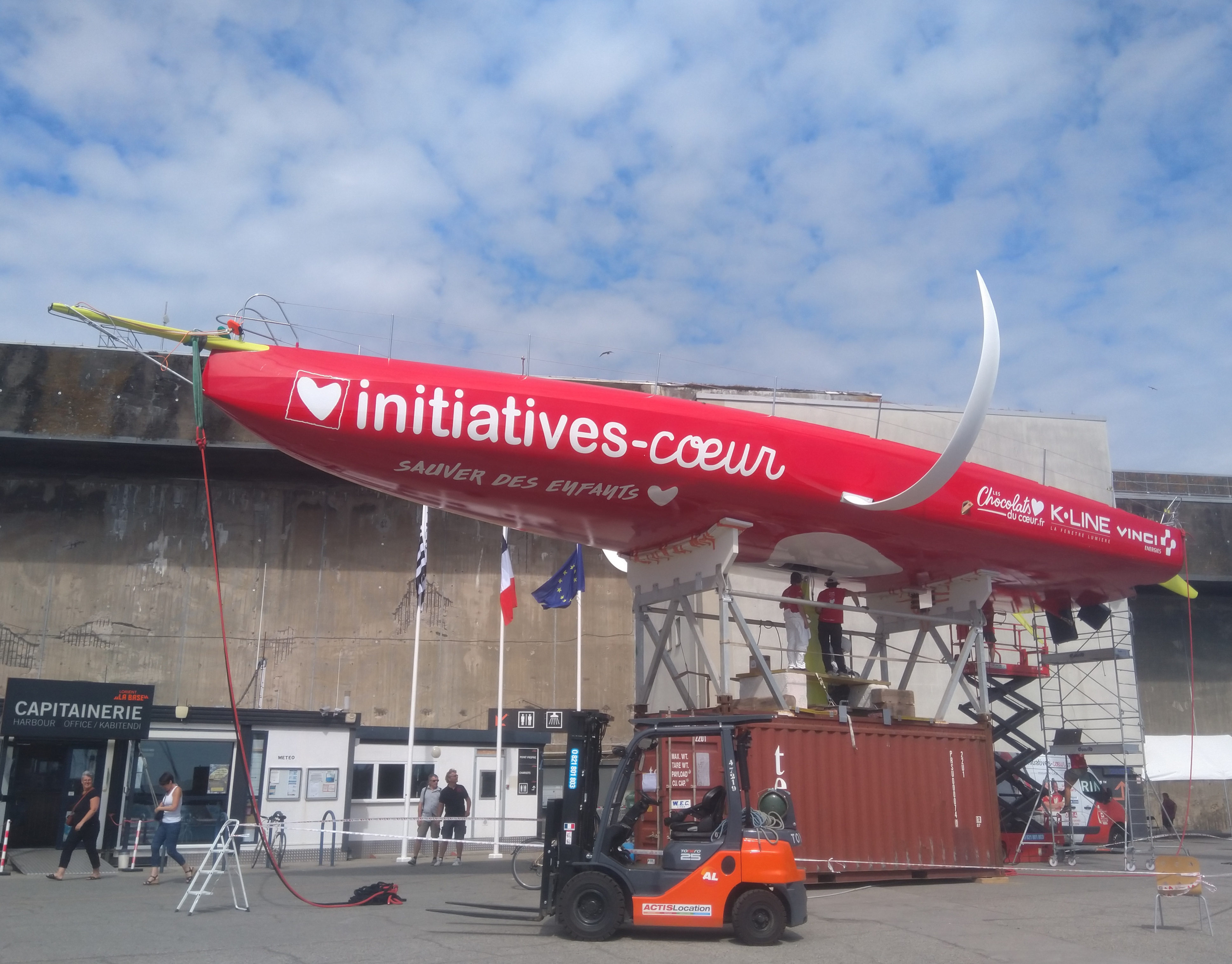
Pose de la quille, la veille de la mise à l'eau, en juillet 2022.

Le bureau d'études d'Initiatives-Cœur pilote les changements effectués par rapport à L'Occitane. C'est lui qui dessine la « casquette » qui protège le cockpit. Tous les systèmes mécaniques non monotypes sont conçus en interne. L'équipe Initiatives-Cœur se charge de tout le montage hors composite : accastillage, mécanique, électronique, peinture, pour finir par la pose des foils, de la quille et du mât. Initiatives-Cœur étant une version 2 de l'ancien L'Occitane, c'est-à-dire du Bureau Vallée 3 de Louis Burton, les deux équipes ont eu soin d'échanger leurs connaissances et leurs impressions.
Prévue en mai 2022, la mise à l'eau s'effectue à Lorient le 30 juillet.

## Caractéristiques
Lorsque Initiatives-Cœur prend la décision d'acquérir le bateau en construction, l'architecte Samuel Manuard a déjà beaucoup travaillé sur cette version 2. Il a apporté, dit Samantha Davies, « pas mal de modifications, surtout en termes de répartition des poids. Et, selon lui, la différence est énorme entre les deux bateaux. » Tout au long de la construction, toujours en collaboration avec Manuard, des changements apparaissent par rapport à L'Occitane d'Armel Tripon…

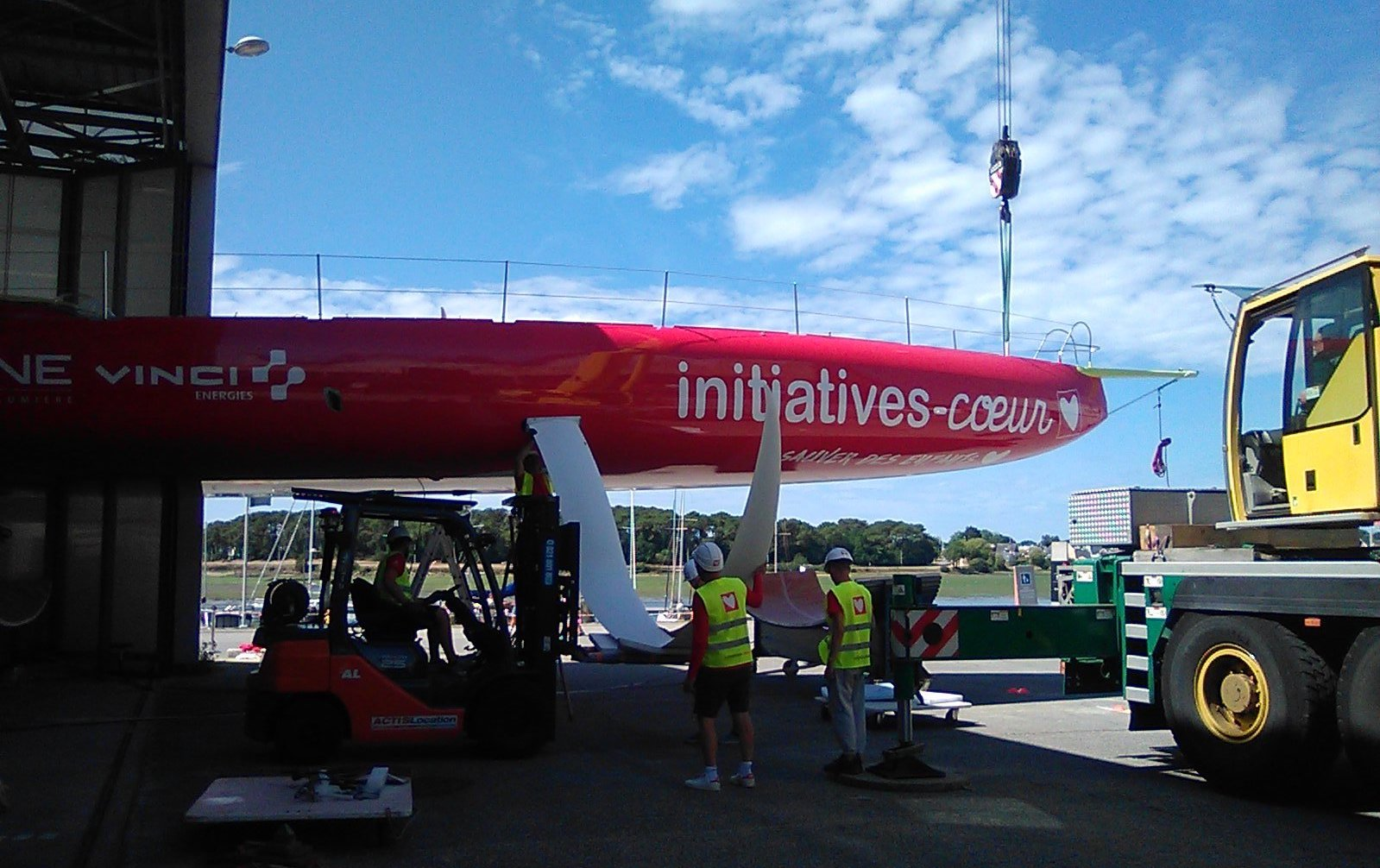
Pose du foil tribord, deux jours avant la mise à l'eau.

- La position du mât et de la quille est modifiée[7].
- Pour être en conformité avec la jauge 2021-2025, il n'y a pas de Nomex dans le fond de coque[5].
- Les foils de 9,6 m3 implantés en haut du franc-bord de L'Occitane sont remplacés par des foils respectant la nouvelle jauge (pas plus de 8 m3)[12]. Il a donc fallu les implanter plus bas[4]. On a cherché à les rendre plus tolérants[11]. Ils doivent permettre de décoller plus tôt, et se montrer plus stables au large[9]. Puits et systèmes sont également différents[5].
- Toujours pour être en conformité avec la nouvelle jauge, la bôme est monotype[5].
- Le rouf est différent, car le moule de celui de L'Occitane a été détruit[4].
- L'aménagement intérieur, l'ergonomie du cockpit et de la cellule de vie sont des choix de Samantha Davies, fruits de son expérience en Vendée Globe[5],[3].

## Courses

### 2022

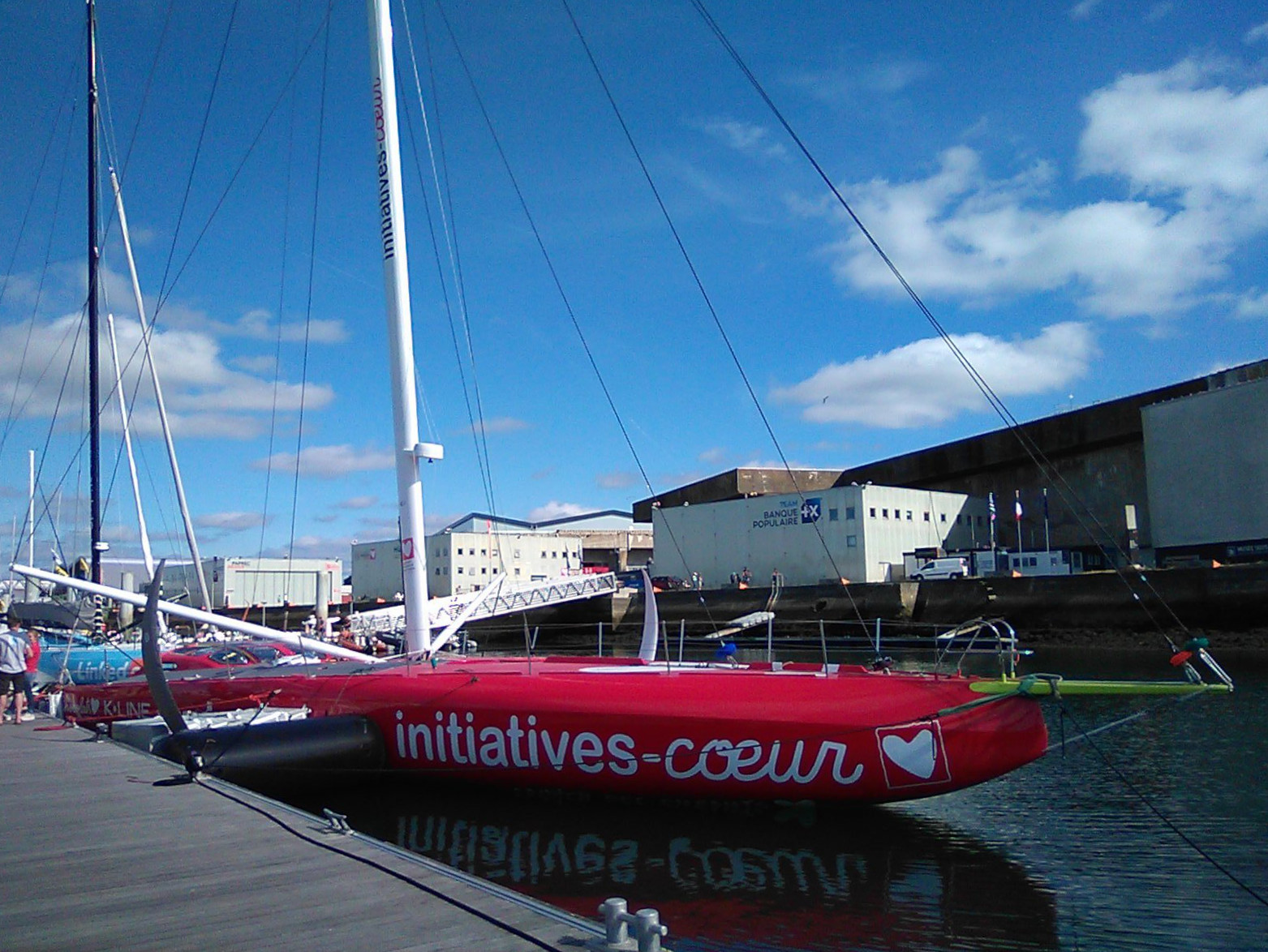
Le jour de la mise à l'eau, le 30 juillet 2022.

Comme Davies l'avait annoncé, la mise à l'eau tardive raccourcit le temps de mise au point et de prise en main avant les deux courses de fin d'année. En septembre 2022, Initiatives Cœur fait ses débuts en course dans les 48 Heures du Défi Azimut. Il termine 7e sur 24. En novembre, dans la Route du Rhum, le bateau connaît quelques soucis de voile, puis de quille, et Davies manque encore d'automatismes. Il se classe 28e sur 38 Imoca.

### 2023
En 2023, année impaire, quatre des cinq courses Imoca se disputent en double. En mai, dans la Bermudes 1000 Race, Samantha Davies fait équipe avec Damien Seguin. Le duo finit 5e sur 13.
En juin, Nicolas Lunven est engagé comme co-skipper pour la suite de la saison 2023. En juillet, barré par Davies et Lunven, Initiatives-Cœur se classe 5e sur 29 Imoca dans la Fastnet Race.

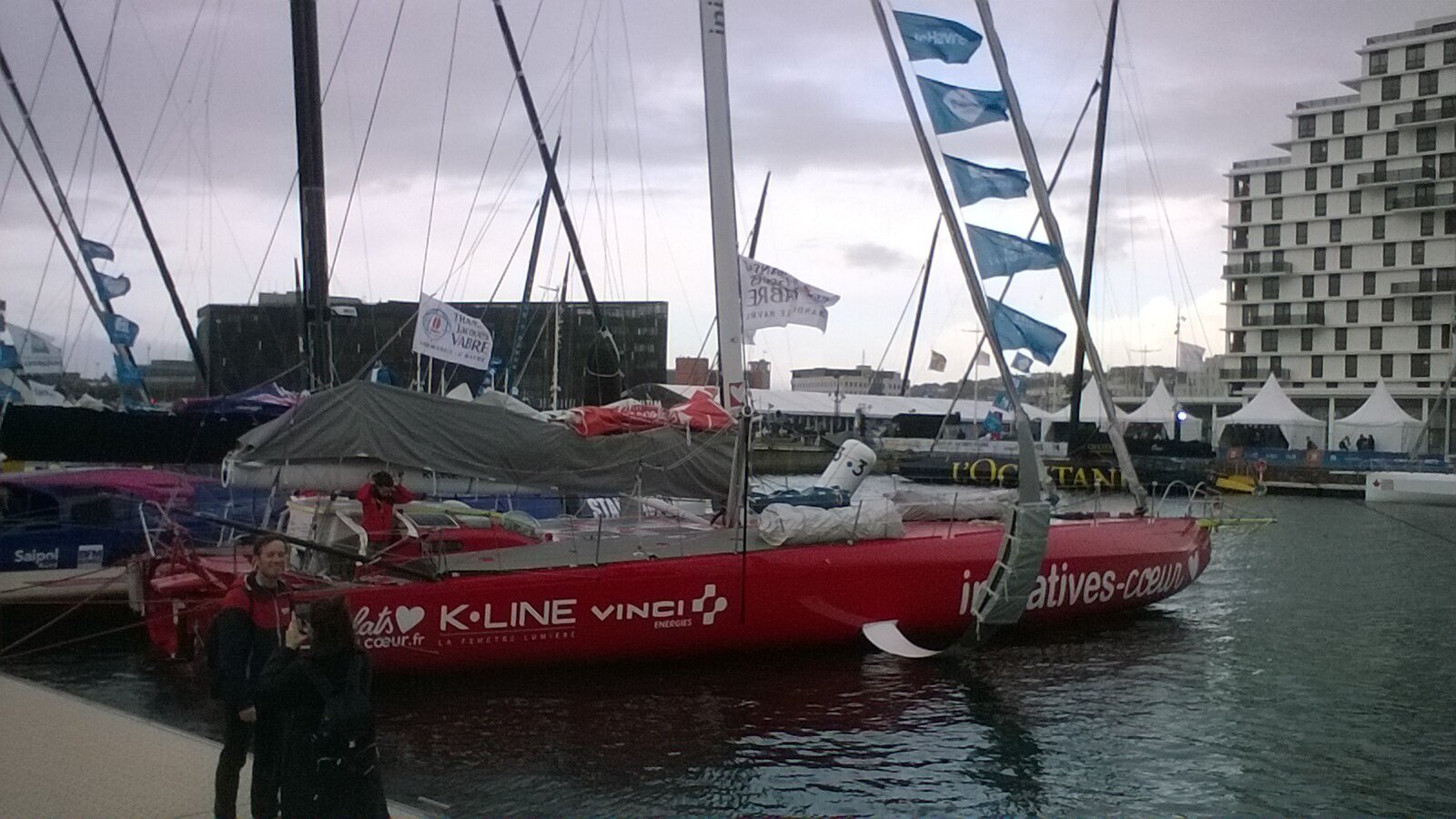
Au Havre, avant la Transat Jacques-Vabre 2023.

En septembre, Nicolas Lunven se voit confier la barre d'Holcim-PRB. Il est remplacé en tant que co-skipper d'Initiatives-Cœur par Jack Bouttell. Barré par Davies et Bouttell, Initiatives-Cœur est 5e sur 33 dans les 48 Heures du Défi Azimut. En novembre, mené par le même duo dans la Transat Jacques-Vabre, il donne toute satisfaction au portant et fait preuve d'une belle stabilité de vol. Il termine 5e sur 40 Imoca. En décembre, la course en solitaire reprend ses droits, avec le Retour à la Base. Samantha Davies est 6e sur 32.

### 2024
En mai 2024, pour The Transat, Initiatives-Cœur se met en configuration « Vendée Globe », avec safran de secours, système de mise en place du safran de secours, etc. C'est l'occasion de tester la fiabilité de nouveaux foils, ceux-là mêmes qui feront le Vendée Globe. Seules les voiles ne sont pas encore changées. Le bateau se classe 3e sur 33 Imoca. David Sineau, le team manager, constate que la confiance grandit. Il rappelle qu'une grosse écurie peut se permettre d'aller vite, de se tromper et de revenir en arrière. Son équipe à lui, de taille intermédiaire, s'efforce « d'avancer pas à pas et de construire ». Pour lui, le niveau de performance d'Initiatives-Cœur est excellent : « On a un bateau qui est très très polyvalent. Il y a vraiment peu d'allures qu'on redoute. En fait, le bateau est à l'aise dans toutes les allures. On pense que ça, c'est une clé. Et puis il a un autre point fort. C'est un bateau qui passe très bien dans la mer, dans les mers difficiles… »
Sineau insiste sur le point de l'ergonomie. « Sam se sent en sécurité : que ce soit à son poste de veille dans le cockpit ou à l'intérieur, elle ne peut pas se faire éjecter, elle ne peut pas se blesser quand elle est assise. » Ce qui, ajouté au comportement sain et aux bonnes performances du bateau, la met en confiance. « Elle pousse le curseur un tout petit peu plus loin », comme elle l'a fait dans The Transat, allant ferrailler dans le groupe de tête, contre le Paprec Arkéa de Richomme (arrivé 1er), le Malizia d'Herrmann (2e) et le Macif de Dalin (4e). Sineau reconnaît qu'à l'entraînement, en équipage, certains bateaux sont certainement plus véloces, « parce que les très grosses équipes vont plus loin dans le détail ». Mais, au large, en solitaire, sur un Vendée Globe, « quand on est pas à 100 % mais à 85, 90, 95 % du bateau, ça notre bateau il sait aller le chercher ».
En juin, Initiatives-Cœur finit 6e sur 28 de la New York-Vendée-Les Sables-d'Olonne.

## Palmarès

### Barré par Samantha Davies
- 2022
  - 7e sur 24 dans les 48 Heures du Défi Azimut[8]
  - 28e sur 38 Imoca dans la Route du Rhum, en 16 j 6 h 35 min 17 s[13]

- 2023
  - 5e sur 13 dans la Bermudes 1000 Race, en double avec Damien Seguin[8]
  - 5e sur 29 Imoca dans la Fastnet Race, en double avec Nicolas Lunven[15]
  - 5e sur 33 dans les 48 Heures du Défi Azimut, en double avec Jack Bouttell[18]
  - 5e sur 40 Imoca dans la Transat Jacques-Vabre, en double avec Jack Bouttell[19]
  - 6e sur 32 dans le Retour à la Base en 10 j 36 min 29 s[20]

- 2024
  - 3e sur 33 Imoca, dans The Transat, en 8 j 12 h 41 min 37 s[24]
  - 6e sur 28 de la New York-Vendée-Les Sables-d'Olonne, en 12 j 10 h 48 min 29 s[23]

- 2025 : 
  - 13e sur 40 du Vendée Globe en 80 j 22 h 13 min 39 s[25]